# بوب مارشال (سياسي أسترالي)
بوب مارشال (بالإنجليزية: Bob Marshall)‏ هو لاعب سنوكر وسياسي أسترالي، ولد في 10 أبريل 1910 في كالغورلي في أستراليا، وتوفي في 23 فبراير 2004 في برث في أستراليا. انتخب عضو الجمعية التشريعية لأستراليا الغربية.